# Bobea gaudichaudii
Bobea gaudichaudii är en måreväxtart som först beskrevs av Adelbert von Chamisso och Diederich Franz Leonhard von Schlechtendal, och fick sitt nu gällande namn av Harold St.John och Herbst. Bobea gaudichaudii ingår i släktet Bobea och familjen måreväxter.
Artens utbredningsområde är Hawaii. Inga underarter finns listade i Catalogue of Life.